# امین‌آباد (بخش مرکزی رشتخوار)
امین‌آباد (رشتخوار)، روستایی از توابع بخش مرکزی شهرستان رشتخوار در استان خراسان رضوی ایران است.

## جمعیت
این روستا در دهستان رشتخوار قرار دارد و براساس سرشماری مرکز آمار ایران در سال ۱۳۸۵، جمعیت آن ۳۲۹ نفر (۸۰ خانوار) بوده‌است.